# Kaiju Girl Caramelise
Kaiju Girl Caramelise (乙女怪獣キャラメリゼ?, Otome kaijū Kyaramerize) è un manga di Spice Aoki. La trama è incentrata su una studentessa di nome Kuroe Akaishi che soffre di una misteriosa malattia e su come questa possa influire sul suo nuovo interesse amoroso. La serie viene serializzata sulla rivista mensile Monthly Comic Alive a partire dal 27 febbraio 2018.

## Trama
Kuroe Akaishi, una ragazza emarginata dai suoi compagni di classe, soffre di una malattia rara e incurabile che provoca deformazioni nel suo corpo in momenti casuali. Un giorno è sorpresa di scoprire che Arata Minami, un ragazzo popolare della sua classe, inizia a prestarle attenzione e si interroga sugli strani sentimenti che prova per lui. Non passa molto tempo prima che la madre confessi a Kuroe che lei è in realtà un kaijū, confermando un "sogno" realistico della notte precedente in cui la sua forma di mostro si scatenava per Tokyo. Kuroe si sforza di respingere l'informazione e teme che Arata non la accetti per quello che è (sia in forma umana che in forma di mostro).

## Personaggi
Kuroe Akaishi (赤石 黒絵?, Akashi Kuroe)
La protagonista della storia, Kuroe, soffre da almeno sedici anni di una misteriosa malattia che causa una crescita corporea anomala e una deturpazione. Questo ha portato Kuroe a diventare un'emarginata con la sensazione che nessuno possa accettare una persona come lei. Pur non ricordando il suo passato, Kuroe fa del suo meglio per vivere una vita normale nel presente. È sorpresa quando Arata decide di uscire con lei e cerca di nascondergli le sue trasformazioni ogni volta che può. Kuroe ha anche un cane domestico chiamato "Jumbo King".
Arata Minami (南 新汰?, Minami Arata)
Arata è un ragazzo popolare nella scuola di Kuroe, che inizia a ricevere offerte come modello. Si interessa a Kuroe, rivelando che anche lui vuole stare lontano dal riflettori e che ha perso molto peso per diventare la persona che è conosciuta. Ciò irrita rapidamente le altre ragazze della scuola, gelose di lui, che non riescono a capire cosa veda in Kuroe. Arata non sa che lei è segretamente un kaijū e questo provoca dei malintesi.
Rinko Akaishi (赤石 凜子?, Akashi Rinko)
Rinko, la devota madre di Kuroe, si dimostra presente per la figlia contro le persone che la giudicano, ben sapendo che lei è un kaijū. Rinko è anche un'ex biologa che ha scoperto i resti di un kaijū e ha portato a casa una delle sue uova. Ha poi allevato il piccolo kaijū mutaforma, che ha chiamato Kuroe, come un umano. Rinko è una grande fan della cantante Mayumi Hamasaki, basata su Ayumi Hamasaki.
Kotaro Hibino (ひびの幸太郎?, Hibino Kōtarō)
Kotaro è l'ex collega di Rinko quando erano biologi in viaggio. Era con Rinko quando hanno trovato uno scheletro di kaijū e ha assistito alla decisione di Rinko di portare a casa un uovo giurando di mantenere il segreto. Pur non approvando il modo in cui Rinko ha cresciuto Kuroe, si comporta come uno zio protettivo nei suoi confronti, tanto che a un certo punto Arata lo scambia per un fidanzato. Kotaro ha iniziato a lavorare per il governo giapponese e questo ha allarmato Rinko, che vuole solo che Kuroe e il suo fratellino appena nato siano felici.
Manatsu Tomosato (友里真夏?, Tomosato Manatsu)
Manatsu è rappresentata come una ragazza benestante che ha un'ossessione romantica per i kaijū. Frequenta la stessa scuola di Kuroe e le due diventano migliori amiche, pur non sapendo che il suo oggetto del desiderio è in realtà Kuroe. Manatsu ha l'abitudine di vestirsi da farfalla per far si che il kaijū la "calpesti" ogni volta che si presenta.
Raimu "Rairi" Kono (河野ライム?, Kōno Raimu)
La ragazza più "popolare" della scuola di Kuroe, Rairi si mostra molto appassionata di trucco. Diventa amica di Kuroe e le due formano un legame di fiducia quando lei la aiuta ad acquisire fiducia in se stessa. In seguito Kuroe scopre che anche Rairi nasconde un segreto sul suo vero aspetto.

## Pubblicazione
Il manga viene serializzato sulla rivista mensile seinen Monthly Comic Alive dal 27 febbraio 2018. Spica Aoki aveva già avuto precedenti lavori serializzati su riviste rivolte alle ragazze (shōjo), quindi era preoccupata quando una rivista a target maschile (seinen) ha raccolto la sua serie. Aoki pensava di dover rendere la serie più rivolta ai ragazzi, finché i suoi curatori editoriali le hanno consigliato che "questa storia funziona meglio come shōjo anche se era in una rivista seinen. I capitoli vengono raccolti in volumi tankōbon a partire dal 23 giugno 2018. Al 21 settembre 2024 sono stati pubblicati 9 volumi. La serie viene pubblicata anche in formato ebook sul sito web Comic Walker di Kadokawa Shoten.
In Italia la serie è stata annunciata al Lucca Comics & Games 2023 da Star Comics che la pubblica nella collana UP a partire dal 5 marzo 2024.
La serie viene distribuita negli Stati Uniti da Yen Press, in Francia da Ototo, in Germania da Kazé e Crunchyroll e in Polonia da Studio JG.

### Volumi
| 1 | 23 giugno 2018 | ISBN 978-4-0406-9914-1 | 5 marzo 2024      | ISBN 978-88-226-4636-1 (ed. regolare) ISBN 978-88-226-4640-8 (ed. Variant) |
| 1 | Capitoli - 1. La liceale sola soletta (ひとりぼっちの女子高生?, Hitori botchi no mesukōsei) - 2. La ragazza kaiju compare a Tokyo (乙女怪獣東京に現る?, Otome kaijū Tōkyō ni genru) - 3. La principessa kaiju (怪獣妃殿下?, Kaijū hidenka) - 4. La porta che non si apre (開かない扉?, Akanai tobira) - Bonus (おまけ?, Omake) |                        |                   |                                                                            |
| 2 | 23 gennaio 2019 | ISBN 978-4-0406-5249-8 | 7 maggio 2024     | ISBN 978-88-226-4644-6                                                     |
| 2 | Capitoli - 5. Un weekend luccicante ~ Verso il paese dei sogni (キラメク週末～夢の国へ～?, Kirameku shūmatsu ~Yume no kuni e~) - 6. Nel frattempo, la mamma del kaiju... (その時怪獣の母は?, Sonotoki kaijū no haha wa) - 7. Un cuore chiuso al luna park (心閉ざされた遊園地?, Kokoro tozasareta yuenchi) - 8. SOS professore sexy (セクシー博士SOS?, Sekushī hakase Esuōesu) - 9. Il terrificante festival del kaiju (恐怖の怪獣フェス?, Kyōfu no kaijū fesu) - 10. Parole dal cuore (心からの言葉?, Kokorokara no kotoba) - Bonus (おまけ?, Omake) |                        |                   |                                                                            |
| 3 | 23 agosto 2019 | ISBN 978-4-0406-5802-5 | 2 luglio 2024     | ISBN 978-88-226-4988-1                                                     |
| 3 | Capitoli - 11. La campana dell'amore risuona nella capitale (首都に愛の鐘が鳴る?, Shuto ni ai no kaneganaru) - 12. La gyaru e il rossetto (ギャルと口紅?, Gyaru to kuchibeni) - 13. Il mistero della liceale che si trasforma! Prima parte (変身JKの謎を追え! 前編?, Henshin JK no nazo o oe! Zenpen) - 14. Il mistero della liceale che si trasforma! Seconda parte (変身JKの謎を追え! 後編?, Henshin JK no nazo o oe! Kōhen) - 15. La foresta di Rairi (らいりの森?, Rairi no mori) - 16. Pericolo! Il malvagio fungo bugiardo (あぶない!嘘つき悪キノコ?, Abunai! Usotsuki aku kinoko)                                                                       |                        |                   |                                                                            |
| 4 | 23 marzo 2020 | ISBN 978-4-0406-4379-3 | 17 settembre 2024 | ISBN 978-88-226-5139-6                                                     |
| 4 | Capitoli - 17. Arata preso di mira (狙われた新汰?, Nerawareta arata) - 18. In volo verso l'isola dei kaiju di Manatsu! Prima parte (マ夏の怪獣島へ飛べ!! 前編?, Manatsu no kaijū shima e tobe!! Zenpen) - 19. In volo verso l'isola dei kaiju di Manatsu! Seconda parte (マ夏の怪獣島へ飛べ!! 後編?, Manatsu no kaijū shima e tobe!! Kōhen) - 20. Mi sta aspettando l'intero Giappone? (日本中がオレを待っている??, Nihonjū ga ore o matte iru?) - 21. Che guaio! La mamma non c'è! (大変! ママがいない!?, Taihen! Mamagainai!) - 22. La ragazza kaiju si lamenta! (乙女怪獣 愚痴を吐け!?, Otome kaijū guchi o hake!)                                          |                        |                   |                                                                            |
| 5 | 23 marzo 2021 | ISBN 978-4-0406-5959-6 | 12 novembre 2024  | ISBN 978-88-226-5307-9                                                     |
| 5 | Capitoli - 23. Il piano segreto dell'isola dei kaiju (怪獣島の密計?, Kaijū shima no mikkei) - 24. La sorellina kaiju spicca il volo (怪獣の妹飛んだ?, Kaijū no imōto tonda) - 25. Il ragazzo e il grande kaiju nero (少年とクロい大怪獣?, Shōnen to kuroi dai kaijū) - 26. Io adoooro i kaiju! (おれは怪獣だ～いすき?, Ore wa kaijū daisuki) - 27. Io non sono felice (私はアンハッピー?, Watashi wa Anhappī) - 28. Non piangere, kaiju col cuore a pezzi (泣くな失恋怪獣?, Nakuna shitsuren kaijū) - 29. Due enormi kaiju si scontrano a Tokyo? (二大怪獣東京で激突??, Ni dai kaijū Tōkyō de gekitotsu?) - Bonus (おまけ?, Omake)                             |                        |                   |                                                                            |
| 6 | 21 gennaio 2022 | ISBN 978-4-0468-1026-7 | 11 febbraio 2025  | ISBN 978-88-226-5427-4                                                     |
| 6 | Capitoli - 30. (クロエVSアカエ その 1?, Kuroe VS Akae sono 1) - 31. (クロエVSアカエ その 2?, Kuroe VS Akae sono 2) - 32. (クロエVSアカエ その 3?, Kuroe VS Akae sono 3) - 33. (水上からの挑戦?, Minakami kara no chōsen) - 34. (大怪獣を越えてゆけ!?, Dai kaijū o koete yuke!) - 35. (夢のとびら?, Yume no tobira) - 36. (この一撃に愛をこめて?, Kono ichigeki ni ai o komete) - 37. (夢?, Yume) |                        |                   |                                                                            |
| 7 | 23 marzo 2023 | ISBN 978-4-0468-2245-1 | 8 luglio 2025     | ISBN 978-88-226-5665-0                                                     |
| 7 | Capitoli - 38. (サ・ヨ・ナ・ラ東京?, Sayonara Tōkyō) - 39. (大怪獣魔境へ高飛べ!?, Dai kaijū makyō e kōtobe!) - 40. (森の友だち??, Mori no tomodachi?) - 41. (近海のひみつ その 1?, Kinkai no himitsu sono 1) - 42. (近海のひみつ その 2?, Kinkai no himitsu sono 2) - 43. (ドラゴンの花嫁 その 1?, Doragon no hanayome sono 1) - 44. (ドラゴンの花嫁 その 2?, Doragon no hanayome sono 2) - 45. (わたしはだぁれ? その 1?, Watashi wa dare? Sono 1) - 46. (わたしはだぁれ? その 2?, Watashi wa dare? Sono 2) - 47. (クロエに会いたい! その 1?, Kuroe ni aitai! Sono 1) - 48. (クロエに会いたい! その 2?, Kuroe ni aitai! Sono 2)                                |                        |                   |                                                                            |
| 8 | 21 settembre 2024 | ISBN 978-4-0468-4100-1 | 11 novembre 2025  | ISBN 978-88-226-5748-0                                                     |
| 8 | Capitoli - 49. (クロエに会いたい! その 3?, Kuroe ni aitai! Sono 3) - 50. (クロエに会いたい! その 4?, Kuroe ni aitai! Sono 4) - 51. (怪獣を探して妖精少女 その 1?, Kaijū o sagashite yōsei shōjo sono 1) - 52. (怪獣を探して妖精少女 その 2?, Kaijū o sagashite yōsei shōjo sono 2) - 53. (秘境の花嫁は泣いた その 1?, Hikyō no hanayome wa naita sono 1) - 54. (秘境の花嫁は泣いた その 2?, Hikyō no hanayome wa naita sono 2) - 55. (秘境の花嫁は泣いた その 3?, Hikyō no hanayome wa naita sono 3) - 56. (秘境の花嫁は泣いた その 4?, Hikyō no hanayome wa naita sono 4) - (番外編 1?, Bangai-hen 1) - (番外編 2?, Bangai-hen 2) - (番外編 3?, Bangai-hen 3) |                        |                   |                                                                            |

## Accoglienza
L'adattamento in lingua inglese di Kaiju Girl Caramelise ha ricevuto valutazioni positive: Rebecca Silverman di Anime News Network ha dato al primo volume una valutazione complessiva di "B+", affermando che la storia funziona "sia a livello metaforico che letterale". Silverman ha anche elogiato i disegni "divertenti", ma ha criticato alcune pagine confuse e due personaggi. Ha definito il volume nel complesso una "piacevole miscela di metafore adolescenziali". Sean Gaffney di A Case Suitable for Treatment ha definito il primo volume "molto divertente", affermando che la protagonista è intelligente e simpatica. Gaffney continua dicendo che sperava che la serie non andasse verso una direzione "yuri" sulla base delle azioni di uno dei personaggi, e che la serie nel suo complesso era abbastanza spensierata e "dolce a modo suo". Brigid Alverson ha incluso il manga nel suo gruppo "Best of June 2019", affermando che la serie racconta di una storia d'amore adolescenziale che "corre molto, molto fuori dai binari". Il primo e secondo volume sono stati inseriti anche nell'elenco della American Library Association del 2020 e del 2021 dei "Grandi graphic novel per adolescenti".